# James Magut
James Kiplagat Magut (né le 20 juillet 1990) est un athlète kényan spécialiste du 1 500 mètres.

## Biographie
Il remporte la médaille d'argent du 1 500 m lors des Championnats du monde juniors 2008 de Bydgoszcz, s'inclinant au sprint face à l'Algérien Imad Touil. L'année suivante, il s'adjuge le titre du 1 500 m des Championnats d'Afrique juniors de Bambous, et termine par ailleurs quatrième de l'épreuve du relais 4 × 400 m.
En 2010, James Magut se classe deuxième des Jeux du Commonwealth de New Delhi derrière son compatriote Silas Kiplagat.
Son record personnel sur 1 500 m est de 3 min 36 s 8 (2009).
En 2014, il remporte la médaille d'or du relais 4 × 1 500 mètres lors des premiers relais mondiaux de l'IAAF, à Nassau aux Bahamas, en compagnie de Collins Cheboi, Silas Kiplagat et Asbel Kiprop. L'équipe du Kenya, qui devance les États-Unis et l'Éthiopie, améliore de près de 14 secondes le record du monde en 14 min 22 s 22.

## Palmarès
| Date | Compétition                    | Lieu       | Résultat | Épreuve     |
| ---- | ------------------------------ | ---------- | -------- | ----------- |
| 2008 | Championnats du monde juniors  | Bydgoszcz  | 2e       | 1 500 m     |
| 2009 | Championnats d'Afrique juniors | Bambous    | 1er      | 1 500 m     |
| 2010 | Jeux du Commonwealth           | New Delhi  | 2e       | 1 500 m     |
| 2012 | Championnats d'Afrique         | Porto-Novo | 3e       | 1 500 m     |
| 2014 | Relais mondiaux de l'IAAF      | Nassau     | 1er      | 4 × 1 500 m |
| 2014 | Jeux du Commonwealth           | Glasgow    | 1er      | 1 500 m     |